# 10153 Goldman
A 10153 Goldman (ideiglenes jelöléssel 1994 UB) a Naprendszer kisbolygóövében található aszteroida. Dennis di Cicco fedezte fel 1994. október 26-án.